# L'Illa (la Vall de Bianya)
l'Illa és un mas que forma part de l'antic veïnat d'Aiguanegra al terme de la Vall de Bianya (la Garrotxa) Està ubicat a la falda del volcà del mateix nom, en el vessant que mira al poble de la Canya i al riu Fluvià.

## Arquitectura
És de planta rectangular i teulada a dues aigües. Disposa de baixos, pis i golfes. El mas Illes ha estat molt modificat: s'han obert nombroses obertures i s'han arrebossat ela murs, deixant únicament vistos els carreus cantoners.
Conserva l'antiga porta principal d'accés al mas, feta de grans dovelles; en la central hi va ser esculpit l'escut d'armes de la família (actualment està molt erosionat, cosa que impossibilita la seva descripció).

## Història
En els documents medievals apareix esment com Ca Illa. En els cens que va ordenar fer el rei Pere el Cerimoniós l'any 1359, es va fer constar que ho havien "cinch fochs desgleya al vehinat de La Illa i Desparch". Les escriptures d'aquesta casa parlen que fou tributari a l'almoiner de Santa Maria de Ripoll per la borda de Vidal; pel mas Axamà, als senyors alodials d'Aiguanegra i al priorat de Sant Joan les Fonts i pel mas Ca Costa al benefici de la S. S. Trinitat de l'església de Sant Feliu de Girona. Alguns hereus foren: Pere (1347), Brunissenda (1375 - 1379), Ponç (1399 - 1411), Pere (1416 - 1419), Benet (1555-1605), Benet (1636) i Pau (1700 - 1737).